# Bjarni Fritzson
Bjarni Fritzson (* 12. September 1980) ist ein Handballspieler aus Island.
Der 1,89 Meter große und 90 Kilogramm schwere rechte Außenspieler seit 2010 bei KA Akureyri unter Vertrag. Zuvor spielte er bei US Créteil HB und in Saint-Raphaël.
Für die isländische Nationalmannschaft bestritt er bis Januar 2013 42 Länderspiele, in denen er 43 Tore warf; er stand im erweiterten Aufgebot für die Weltmeisterschaft 2011. Bei Olympia 2008 gewann er mit Island die Silbermedaille.